# Tadeusz Kantor
(Intervista di Marita Porebski a Tadeusz Kantor)
Tadeusz Kantor (Wielopole Skrzyńskie, 6 aprile 1915 – Cracovia, 8 dicembre 1990) è stato un pittore, scenografo e regista teatrale polacco, tra i maggiori teorici del teatro del Novecento.

## Biografia
Nato nel 1915 a Wielopole, piccola città della Polonia, figlio dell'ufficiale, pubblicista e patriota polacco Marian Leon Kantor - "Mirski", e di Helena Berger, firma la sua prima regia nel 1937 (La morte di Titangiles di Maurice Maeterlinck), mentre ancora frequenta l'Accademia di belle arti di Cracovia.
Nel 1942 crea clandestinamente a Cracovia il "Teatro Indipendente" in cui riunisce giovani pittori ed artisti. Nel 1955 fonda il gruppo "Cricot 2": luogo di libero incontro di artisti e teatranti proprio come il gruppo "Cricot" - nato dall'anagramma della translitterazione delle parole To cyrk 'è un circo' - a cui Kantor vuole rendere omaggio. 
Durante la seconda guerra mondiale e negli anni seguenti Kantor elabora la sua poetica teatrale, di cui uno degli aspetti salienti è la precarietà dell'esistenza, sperimentata in modo tangibile durante il periodo bellico. 
Grazie alla sua costante ed appassionata opera di ricerca teatrale si esprime in vari manifesti poetici fino a giungere nel 1975 all'elaborazione del manifesto cardine della sua opera, il "Teatro della Morte" nonché alla creazione dello spettacolo che gli darà notorietà mondiale e che ancora oggi continua ad essere considerato una tappa fondamentale della ricerca teatrale del Novecento: "La classe morta". 
L'ultimo spettacolo del Cricot 2 diretto da Kantor va in scena il 10 gennaio 1991 a Tolosa, ad un mese dalla sua morte (avvenuta improvvisamente l'8 dicembre 1990). Si intitola Oggi è il mio compleanno e ripercorre vari momenti e personaggi significativi della vita dell'autore come Vsevolod Mejerchol'd, l'artista dell'avanguardia russa tradito dalla rivoluzione, la pittrice scenografa polacca Maria Jarema ed il pittore Jonasz Stern, miracolosamente scampato allo sterminio ebraico. L'opera esplora e ripercorre il vissuto emotivo ed artistico di Tadeusz Kantor portando in scena, con una sedia rimasta irrimediabilmente vuota, la sua insostituibile assenza.

## Kantor a Firenze
Nel 2002 Firenze dedica a Kantor un ciclo di mostre, a vent'anni dalla morte. Il settimanale Specchio della Stampa si occupa degli eventi in programma con un servizio sul maestro internazionale che così viene presentato: «Dissacrante, nichilista, eversivo. A teatro come nella pittura, l'artista polacco è il primo a far saltare le cornici oppressive dell'opera finita. Per esaltare invece la performance dell'atto creativo». A Firenze Kantor nel 1972 vi aveva aperto il Cricot 2, grazie al quale «voleva raddoppiare lo spazio allora molto fittizio che il suo teatro aveva a Cracovia. Firenze come luogo per gli esperimenti teatrali dell'artista polacco si poneva in antitesi alla città definita «feticcio turistico» nella recensione dello Specchio della Stampa citato, riportando le parole di Carlo Sisi, allora Direttore della Galleria di Arte Moderna di Pitti che ospitava le mostre di Kantor: «comunità devoluta al consumo e ancorata alla rendita rinascimentale».